# Чемпіонат України з віртуального ралі
RBR Чемпіонат України з віртуального ралі — офіційний кіберспортивний чемпіонат з автомобільних перегонів, створений Автомобільною федерацією України та спільнотою RBR-Ukraine у 2020 році. 
Промоутером серії є Комісія цифрового автоспорту.

## Історія створення
З початком пандемії коронавірусу, через закриття кордонів, проведення автомобільних змагань стало неможливим. Велика кількість світових автомобільних серій дали старт віртуальним перегонам, де гонщики світового рівня пліч-о-пліч з геймерами-аматорами змагались на віртуальних автодромах по всьому світу. Найвідомішими з таких чемпіонатів стали Virtual Gran Prix (з 2021 має назву F1 Esports), організований чемпіонатом світу з автоперегонів Формула-1, та гонка 24 Hours of Le Mans Virtual, організована Західним автомобільним клубом та Чемпіонатом світу з автоперегонів на витривалість.
Підтримуючи загальносвітові тенденції автоспорту, у травні 2020 року Автомобільною федерацією України була створена окрема Комісія цифрового автоспорту (КЦА ФАУ), завданням якої є «координація розвитку цифрових видів автоспорту». Новостворена комісія, прагнучи провести офіційні автомобільні змагання, звернулась до спільноти RBR-Ukraine, яка займається проведенням кіберспортивних чемпіонатів з автомобільного ралі з 2007 року. 

## Платформа
Платформою для змагань став автомобільний симулятор Richard Burns Rally, який пропонує віртуальним автогонщикам широкі можливості в контексті налаштування автомобілів до змагань, написання стінограми в ручному режимі та завантаженню власного контенту, який не був присутній у грі.
Окрім симулятора, для організації змагань, використовується плагін Richard Burns Rally Czech.
Формат гоночного вікенду складався з двох змагальних днів, в ході кожного з яких, спортсмен проїжджав 6 спецділянок, намагаючись показати найкращий час. Переможцем оголошувався гонщик, загальний час проходження усіх спецділянок є найменшим.

## Сезон 2020 року
Сезон 2020 року було розпочато етапом віртуального ралі "Трембіта" (18-23 червня). Загалом було проведено 5 етапів.
| Країна  | Назва етапу    | Дата             | Покриття |        |
| ------- | -------------- | ---------------- | -------- | ------ |
| Україна | Трембіта       | 18-23/06/2020    | Гравій   | [ 8 ]  |
| Україна | Галіція        | 23-28/07/2020    | Гравій   | [ 9 ]  |
| Україна | Маріуполь      | 27/08-01/09/2020 | Гравій   | [ 10 ] |
| Україна | Ворота України | 17-22/09/2020    | Асфальт  | [ 11 ] |
| Україна | Столиця        | 22-27/10/2020    | Гравій   | [ 12 ] |

Змагання проходили у чотирьох заліках: абсолютний (всі водії), 4WD (для авто з повним приводом) та 2WD (для авто з переднім приводом) та командний залік. Через замалу кількість учасників у класі 4WD чемпіонат визнано таким, що не відбувся. 
| Клас      | Переможець               | Друге місце                             | Третє місце            | Примітка              |
| --------- | ------------------------ | --------------------------------------- | ---------------------- | --------------------- |
| Абсолют   | Олександр Юр'єв (Харків) | Артем Хорольський (Київ)                | Коломієць Кирил (Київ) | Офіційні результати   |
| 4WD       | Олександр Юр'єв (Харків) | Артем Хорольський (Київ)                | Коломієць Кирил (Київ) | Чемпіонат не відбувся |
| 2WD       | Назарій Лебедь (Луцьк)   | Підлуський Олександр (Івано-Франківськ) | Jan Gorczyca (Кросно)  | Офіційні результати   |
| Командний | Wild Vest VRT            | Digital Rally Team                      | 2020 Rally Team        | Офіційні результати   |